# Canton du Périgord vert nontronnais
Le canton du Périgord vert nontronnais est une circonscription électorale française située dans le département de la Dordogne, en région Nouvelle-Aquitaine.

## Histoire
Le canton du Périgord vert nontronnais est une création issue de la réforme de 2014 définie par le décret du 21 février 2014. Il entre en vigueur à l'occasion des élections départementales de mars 2015.

## Géographie
Ce canton est organisé autour de Nontron et Saint-Pardoux-la-Rivière dans l'arrondissement de Nontron. Son altitude varie de 115 m (Javerlhac-et-la-Chapelle-Saint-Robert, Teyjat et Varaignes) à 370 m (Saint-Saud-Lacoussière).

## Représentation
| Période élective | Période élective | Mandat | Mandat   | Identité        | Nuance | Nuance | Qualité |
| ---------------- | ---------------- | ------ | -------- | --------------- | ------ | ------ | --- |
| 2015             | 2021             | 2015   | 2021     | Pascal Bourdeau |        | PS     | Maire de Nontron (2014-2020) Vice-président du conseil départemental chargé de la transition écologique et du développement durable                            |
| 2015             | 2021             | 2015   | 2021     | Juliette Nevers |        | PS     | 1re adjointe au maire de Saint-Pardoux-la-Rivière (2014-2020) Conseillère municipale depuis 2020 Vice-présidente du conseil départemental chargée du logement, |
| 2021             | 2028             | 2021   | en cours | Pascal Bourdeau |        | PS     | Conseiller sortant, 15e vice-président chargé de la transition écologique                                                                                      |
| 2021             | 2028             | 2021   | en cours | Juliette Nevers |        | PS     | Conseillère sortante Conseillère municipale de Saint-Pardoux-la-Rivière, 14e vice-présidente chargée de l'habitat                                              |

### Résultats détaillés

#### Élections de mars 2015
À l'issue du premier tour des élections départementales de 2015, deux binômes sont en ballottage : Pascal Bourdeau et Juliette Nevers (PS, 36,35 %) et Béatrice Cibot et Jean-Pierre Porte (DVD, 31,09 %). Le taux de participation est de 64,81 % (7 949 votants sur 12 265 inscrits) contre 60,04 % au niveau départemental et 50,17 % au niveau national.
Au second tour, Pascal Bourdeau et Juliette Nevers (PS) sont élus avec 53,42 % des suffrages exprimés et un taux de participation de 66,39 % (3 925 voix pour 8 141 votants et 12 262 inscrits).

#### Élections de juin 2021
Le premier tour des élections départementales de 2021 est marqué par un très faible taux de participation (33,26 % au niveau national). Dans le canton du Périgord vert nontronnais, ce taux de participation est de 47,17 % (5 477 votants sur 11 610 inscrits) contre 40,86 % au niveau départemental. À l'issue de ce premier tour, deux binômes sont en ballottage : Pascal Bourdeau et Juliette Nevers (PS, 37,54 %) et Béatrice Cibot et Thierry Pasquet (Divers, 31,05 %).
Le second tour des élections est marqué une nouvelle fois par une abstention massive équivalente au premier tour. Les taux de participation sont de 34,3 % au niveau national, 41,41 % dans le département et 49,59 % dans le canton du Périgord vert nontronnais. Pascal Bourdeau et Juliette Nevers (PS) sont élus avec 50,62 % des suffrages exprimés (2 635 voix pour 5 755 votants et 11 604 inscrits),,.

## Composition
Le canton du Périgord vert nontronnais se compose de vingt-huit communes. Par rapport aux anciens cantons, le canton du Périgord vert nontronnais associe uniquement des communes de l'arrondissement de Nontron (les quinze communes du canton de Nontron, les huit du canton de Bussière-Badil, et cinq du canton de Saint-Pardoux-la-Rivière). Le bureau centralisateur est celui de Nontron.
| Nom                                   | Code Insee | Intercommunalité           | Superficie (km2) | Population (dernière pop. légale) | Densité (hab./km2) | Modifier                                    |
| ------------------------------------- | ---------- | -------------------------- | ---------------- | --------------------------------- | ------------------ | ------------------------------------------- |
| Nontron (bureau centralisateur)       | 24311      | CC du Périgord Nontronnais | 24,67            | 3 049 (2022)                      | 124                | modifier les données · modifier les données |
| Abjat-sur-Bandiat                     | 24001      | CC du Périgord Nontronnais | 27,62            | 635 (2022)                        | 23                 | modifier les données · modifier les données |
| Augignac                              | 24016      | CC du Périgord Nontronnais | 22,64            | 825 (2022)                        | 36                 | modifier les données · modifier les données |
| Le Bourdeix                           | 24056      | CC du Périgord Nontronnais | 11,69            | 240 (2022)                        | 21                 | modifier les données · modifier les données |
| Busserolles                           | 24070      | CC du Périgord Nontronnais | 32,46            | 505 (2022)                        | 16                 | modifier les données · modifier les données |
| Bussière-Badil                        | 24071      | CC du Périgord Nontronnais | 19,86            | 372 (2022)                        | 19                 | modifier les données · modifier les données |
| Champniers-et-Reilhac                 | 24100      | CC du Périgord Nontronnais | 20,40            | 511 (2022)                        | 25                 | modifier les données · modifier les données |
| Champs-Romain                         | 24101      | CC du Périgord Nontronnais | 20,33            | 287 (2022)                        | 14                 | modifier les données · modifier les données |
| Connezac                              | 24131      | CC du Périgord Nontronnais | 5,78             | 76 (2022)                         | 13                 | modifier les données · modifier les données |
| Étouars                               | 24163      | CC du Périgord Nontronnais | 7,83             | 165 (2022)                        | 21                 | modifier les données · modifier les données |
| Hautefaye                             | 24209      | CC du Périgord Nontronnais | 12,47            | 128 (2022)                        | 10                 | modifier les données · modifier les données |
| Javerlhac-et-la-Chapelle-Saint-Robert | 24214      | CC du Périgord Nontronnais | 29,25            | 818 (2022)                        | 28                 | modifier les données · modifier les données |
| Lussas-et-Nontronneau                 | 24248      | CC du Périgord Nontronnais | 22,35            | 285 (2022)                        | 13                 | modifier les données · modifier les données |
| Milhac-de-Nontron                     | 24271      | CC du Périgord Nontronnais | 34,75            | 512 (2022)                        | 15                 | modifier les données · modifier les données |
| Piégut-Pluviers                       | 24328      | CC du Périgord Nontronnais | 18,11            | 1 178 (2022)                      | 65                 | modifier les données · modifier les données |
| Saint-Barthélemy-de-Bussière          | 24381      | CC du Périgord Nontronnais | 15,01            | 215 (2022)                        | 14                 | modifier les données · modifier les données |
| Saint-Estèphe                         | 24398      | CC du Périgord Nontronnais | 21,37            | 584 (2022)                        | 27                 | modifier les données · modifier les données |
| Saint-Front-la-Rivière                | 24410      | CC du Périgord Nontronnais | 17,89            | 497 (2022)                        | 28                 | modifier les données · modifier les données |
| Saint-Front-sur-Nizonne               | 24411      | CC du Périgord Nontronnais | 13,05            | 166 (2022)                        | 13                 | modifier les données · modifier les données |
| Saint-Martial-de-Valette              | 24451      | CC du Périgord Nontronnais | 15,71            | 801 (2022)                        | 51                 | modifier les données · modifier les données |
| Saint-Martin-le-Pin                   | 24458      | CC du Périgord Nontronnais | 15,54            | 273 (2022)                        | 18                 | modifier les données · modifier les données |
| Saint-Pardoux-la-Rivière              | 24479      | CC du Périgord Nontronnais | 23,84            | 1 170 (2022)                      | 49                 | modifier les données · modifier les données |
| Saint-Saud-Lacoussière                | 24498      | CC du Périgord Nontronnais | 58,04            | 823 (2022)                        | 14                 | modifier les données · modifier les données |
| Savignac-de-Nontron                   | 24525      | CC du Périgord Nontronnais | 9,69             | 205 (2022)                        | 21                 | modifier les données · modifier les données |
| Sceau-Saint-Angel                     | 24528      | CC du Périgord Nontronnais | 17,49            | 126 (2022)                        | 7,2                | modifier les données · modifier les données |
| Soudat                                | 24541      | CC du Périgord Nontronnais | 8,82             | 102 (2022)                        | 12                 | modifier les données · modifier les données |
| Teyjat                                | 24548      | CC du Périgord Nontronnais | 16,99            | 279 (2022)                        | 16                 | modifier les données · modifier les données |
| Varaignes                             | 24565      | CC du Périgord Nontronnais | 16,60            | 357 (2022)                        | 22                 | modifier les données · modifier les données |
| Canton du Périgord vert nontronnais   | 2413       |                            | 560,25           | 15 184 (2022)                     | 27                 | modifier les données                        |

## Démographie
En 2022, le canton comptait 15 184 habitants, en évolution de −0,88 % par rapport à 2016 (Dordogne : +0,37 %, France hors Mayotte : +2,11 %).
| 2013   | 2018   | 2022   |
| ------ | ------ | ------ |
| 15 760 | 15 143 | 15 184 |